# Carmageddon II: Carpocalypse Now
Carmageddon II: Carpocalypse Now (рус. Кармагеддон 2: Карпокалипсис сегодня) — продолжение компьютерной игры Carmageddon.
Название серии Carmageddon составлено из двух английских слов: car (автомобиль) и Armageddon (Армагеддон). В названии второй части есть также сочетание слов car и apocalypse (Апокалипсис), а само название является пародией на название фильма Фрэнсиса Форда Копполы «Апокалипсис сегодня» (Apocalypse Now).
Целью игры, как и в первой части, является победа в 29 гонках, которой можно добиться тремя способами: проехать трассу, уничтожить всех пешеходов и животных или уничтожить всех противников. Предусмотрено также выполнение 11 миссий с особыми заданиями и жёстким временным ограничением. Игрок может улучшать характеристики автомобиля (APO: Armor, Power, Offense — броня, мощность, атака), а также покупать уничтоженные во время гонок и миссий автомобили соперников.
Музыкой к игре стали песни группы Iron Maiden и инструментальные композиции Sentience.

## Жестокость в игре
Из-за того, что одной из целей игры является уничтожение пешеходов и животных, в ряде стран (например, в Великобритании) игра издавалась в специальной версии — люди и животные были заменены на зомби, а кровь — на зелёную жидкость.
Однако, существовали специальные патчи, позволяющие привести игру к более реалистичному виду.

## Порты
Игра была портирована на Macintosh (1999), Nintendo 64 (Carmageddon 64, 2000), Game Boy Color (Carmageddon, 2001) и на PlayStation (разработчики — Ubisoft), которая была выпущена только в Европе. Игра включает в себя новые автомобили и новые уровни, а также только в ней соперники могут пользоваться восстановлением (игрок — клавиша R1), и у зомби (версии с людьми не существует) красная кровь.
Оценка версии Playstation от Computer & Video Games UK — 1/10, от Absolute PlayStation — 57/100.
Версия Nintendo 64 была разработана Software Creations, издана Titus Entertainment. Имела нового особенного персонажа Mr. Whip.
Версию Nintendo 64 критиковали за ужасное управление, плохую графику и звук. Оценка от IGN — 1.3/10, от GameSpot — 2.1/10.

## Оценки
| Сводный рейтинг       | Сводный рейтинг |
| Агрегатор             | Оценка          |
| --------------------- | --------------- |
| GameRankings          | 80,31 %         |
| Русскоязычные издания |                 |
| Издание               | Оценка          |
| «Игромания»           | 8,0/10          |